# Зеплазь
Зеплазь, Зеплазі (рум. Zăplazi) — село у повіті Бузеу в Румунії. Входить до складу комуни Гребену.
Село розташоване на відстані 127 км на північний схід від Бухареста, 30 км на північний схід від Бузеу, 82 км на захід від Галаца, 109 км на схід від Брашова.

## Населення
За даними перепису населення 2002 року у селі проживали 94 особи, усі — румуни. Усі жителі села рідною мовою назвали румунську.